# Veeneleiding
De Veeneleiding is een afvoerkanaal in Twente dat begint door de samenkomst van de Wendel en het  Lateraalkanaal ter hoogte van Vriezenveen.
De Veeneleiding vertakt zich bij Vroomshoop; de ene tak vloeit direct in de Linderbeek, de andere stroomt verder als Overijssels Kanaal
In de jaren twintig en dertig werd door het waterschap "De Regge" tal van waterstaatkundige verbeteringen aangebracht aan onder meer de Veeneleiding. Daaraan werd meegewerkt door "rijkswerkloozen" uit plaatsen in de omgeving maar ook uit Rotterdam en Amsterdam. Voor de Veeneleiding zelf had het onder meer als gevolg dat het werd uitgediept en verbreed alsmede dat het door middel van een duiker zou worden verbonden op de Linderbeek. Hierdoor kon de Veeneleiding zijn water spuien op deze beek in plaats van op het Overijssels Kanaal, waardoor het maximumwaterpeil met 40 centimeter kon worden verlaagd tot 7,25 m boven NAP.
Een voorstel voor het plaatsen van negen 150 meter hoge windturbines werd in 2010 afgewezen door de gemeenteraad van Hellendoorn.